# Hendrik van Koningsbruggen

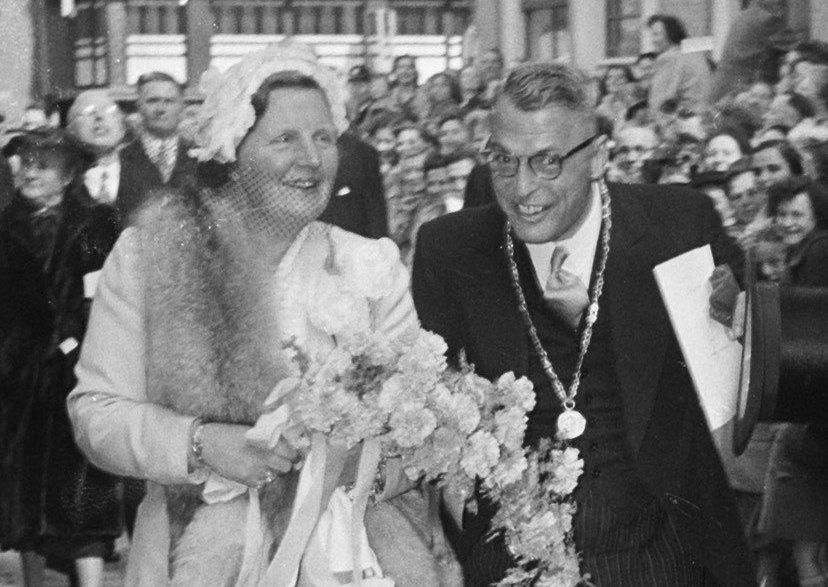
Koningin Juliana en burgemeester H.A.J.M. van Koningsbruggen (1952)

Hendricus Alexander Joseph Marie (Hendrik) van Koningsbruggen (Den Haag, 13 maart 1909 – Utrecht, 20 juli 1966) was een Nederlands politicus van de KVP.
Hij werd geboren als zoon van Theodorus Petrus van Koningsbruggen (1874-1934; groentenhandelaar) en Bernardina Catharina Maria Hubers (1875-1917). Hij ging naar het Dominicus College in Neerbosch en wilde aanvankelijk priester worden. In 1932 begon hij als volontair bij de gemeentesecretarie van Naaldwijk en later werd hij daar benoemd tot ambtenaar ter secretarie. In 1936 stapte hij over naar de gemeente Wateringen waar hij werkzaam was als adjunct-commies 2e klasse. In 1939 werd Van Koningsbruggen benoemd tot burgemeester van de gemeenten Harmelen en Veldhuizen. Aan het eind van de bezettingsperiode was J.P. Walrave waarnemend burgemeester van Harmelen en Veldhuizen maar daarna hervatte Van Koningsbruggen zijn oude functies. Daarnaast was hij in de periode 1945-1946 waarnemend burgemeester van Vleuten en Haarzuilens. In 1950 volgde zijn benoeming tot burgemeester van Culemborg. Vanwege gezondheidsproblemen bij Van Koningsbruggen was in 1960 enige tijd Jan Willem Noteboom, oud-burgemeester van Voorburg, waarnemend burgemeester van Culemborg. Toen Van Koningsbruggen in de zomer van 1966 in Utrecht bij het Janskerkhof was kreeg hij een hartaanval waarna hij met spoed naar het Academisch Ziekenhuis Utrecht werd gebracht maar dat mocht niet meer baten. Hij overleed op 57-jarige leeftijd.